# Tonkawa (Oklahoma)
Tonkawa ist eine Stadt mit dem Status City im Kay County im US-amerikanischen Bundesstaat Oklahoma. Das U.S. Census Bureau hat bei der Volkszählung 2020 eine Einwohnerzahl von 3.015 ermittelt.

## Geographie
Tonkawa liegt 20 Kilometer westlich von Ponca City. Die nächstgelegene größere Stadt ist Wichita (100 km nördlich) in Kansas. Die Verbindungsstraße U. S. Highway 77 verläuft mitten durch die Stadt, der Interstate 35 tangiert sie im Westen. Der Salt Fork Arkansas River durchquert die Stadt in West-Ost-Richtung.

## Geschichte
Der Name der Stadt geht auf den Indianer-Stamm der Tonkawa zurück und bedeutet in deren Sprache so viel wie „Sie alle stehen zusammen“ (englisch: They All Stay Together). Nach dem Oklahoma Land Run in den Cherokee Outlet 1893 wurde das Land zur Besiedlung freigegeben. Daraufhin wurde die Stadt im Jahr 1894 gegründet. Mit dem Anschluss an die Blackwell and Southern Railway (später Atchison, Topeka and Santa Fe Railway) sowie der Erschließung von Ölfeldern wuchs die Bevölkerungszahl bis zum Jahr 1921 sprunghaft an. Zwar ging die Einwohnerzahl wegen sinkender Ölnachfrage wieder zurück, die Erdöl- und Erdgasindustrie blieb jedoch ein bedeutender Wirtschaftszweig. Vom Januar 1943 bis zum September 1945 existierte in Towanda ein Lager für etwa 3000, meist deutsche Kriegsgefangene, die überwiegend dem Afrikakorps entstammten. Das Gelände des ehemaligen Kriegsgefangenenlagers wird heute als Industriegebiet genutzt. Die Einwohner der Stadt betreiben auch landwirtschaftliche Betriebe, insbesondere den Anbau von Weizen.

## National Register of Historic Places
Die First Presbyterian Church of Tonkawa wurde in das National Register of Historic Places aufgenommen.

## Demografie
Im Jahr 2012 wurde eine Einwohnerzahl von 3164 Personen ermittelt, was eine Abschwächung um 4,1 % gegenüber dem Jahr 2000 bedeutet. Das Durchschnittsalter der Bewohner lag im Jahr 2012 mit 32,5 Jahren unter dem Durchschnittswert von Oklahoma, der 40,6 Jahre betrug. Etwa 6,8 % der Einwohner sind indianischer Abstammung.
Die maßgeblichsten Einwanderungsgruppen während der Anfänge der Stadt kamen zu 17,2 % aus Deutschland, zu 12,3 % aus Irland und zu 11,9 % aus England.

## Söhne und Töchter der Stadt
- Henry Bellmon (1921–2009), Politiker